# Ashley Madison
Ashley Madison é uma rede social de namoro on-line, voltado principalmente para pessoas que já estão em um relacionamento e foi lançado em 2001. O nome do site foi criado a partir de dois populares nomes femininos nos EUA: "Ashley" e "Madison". Seu slogan é "Life is short. Have an affair" (A vida é curta. Curta um caso).

## Membros
Ashley Madison tem sua sede localizada no Canadá; são mais de 31 milhões de membros espalhados em 45 países por todo o mundo:
| Localização      | Países |
| ---------------- | --- |
| América do Norte | Canadá, EUA, México |
| Europa           | Reino Unido, Irlanda, Alemanha, Áustria, Suíça, Espanha, Dinamarca, Itália, Países Baixos, França, Bélgica, Portugal, Grécia, Suécia, Finlândia, Noruega |
| Oceania          | Austrália, Nova Zelândia |
| África           | África do Sul |
| Ásia             | Hong Kong, Israel, Japão |

A empresa anunciou planos para lançar-se em Singapura, em 2014. No entanto, a Autoridade de Desenvolvimento de Mídia de Singapura (ou Singapore's Media Development Authority ou MDA) anunciou que não permitiria que a Ashley Madison operasse naquele pais, por entender que a rede promove o adultério e assim desconsidera os valores básicos da família.
Em resposta à proibição em Singapura, Noel Biderman, CEO da Ashley Madson, disse que as proibições vão sempre sair pela culatra. "Acho que isso [a proibição] é uma anomalia. Tivemos sucesso no Japão e Hong Kong. Teremos sucesso em Taiwan e na Coreia. Nós vamos encontrar uma maneira de trazer isso para o Filipinas e Tailândia. E eu realmente acredito que a Ashley Madison estará disponível para qualquer pessoa em Singapura que queira acessá-la. Eu realmente acredito nisso", afirmou.

## Anúncios
A Ashley Madison anuncia com comerciais de TV, rádio e outdoors.
Em 2009, a rede de televisão americana NBC proibiu um anúncio da Ashley Madison de aparecer no Super Bowl XLIII, um campeonato de Futebol Americano. Biderman, CEO da empresa, descreveu a proibição como sendo "ridícula".
Em dezembro de 2009, Ashley Madison tentou comprar publicidades em trens e ônibus da empresa canadense Toronto Transit Commission, pelo valor de C$ 200.000. O plano foi rejeitado depois de cinco dos seis membros da comissão votaram contra. Se aprovado, 10 bondes da empresa teriam neles escritos o slogan da Ashley Madison: "A Vida é Curta. Curta um Caso". Após o acordo ser rejeitado, Biderman se ofereceu para subsidiar os preços dos bilhetes por 25 centavos, se o negócio fosse aceito. Isso teria reduzido a taxa do transporte para C$ 2,50.

## Críticas
Trish McDermott, um consultor que ajudou a fundar o site Match.com, acusa a Ashley Madison de ser um "negócio constituído de corações partidos, casamentos arruinados e famílias danificadas". Biderman respondeu declarando que o site é "apenas uma plataforma" e que um site ou uma propaganda não vai convencer ninguém a cometer adultério.
Em 2012 uma ex-funcionária brasileira da Ashley Madison processou o site, alegando ter criado mil perfis falsos de mulheres brasileiras para a versão nacional do site. Segundo ela, tal trabalho causou Lesão por Esforço Repetitivo.

## Modelo de negócios
Ao contrário do Match.com ou do eHarmony, o modelo de negócios da Ashley Madison é baseado em créditos ao invés de assinaturas mensais. Para uma conversa entre dois membros, um dos membros deverá pagar cinco créditos para iniciar a conversa. Qualquer acompanhamento de mensagens entre os dois membros são livres após a comunicação ser iniciada. Ashley Madison também tem um recurso de bate-papo em tempo real. Os créditos são utilizados para pagar por um determinado tempo de colocação no bate-papo.
O site também cobra dinheiro para excluir contas, embora possam ser ocultas gratuitamente. O site foi invadido em 2015 para fins de exposição de contas, aparecendo vários emails que se suspeitam ser de pessoas famosas.